# Lepra (musikgrupp)
Lepra var en punk/konst/pop-grupp från Uppsala, aktiv 1978-1980.
Gruppen bildades av Jan Svenungsson (bas), Sten Tjäder (gitarr, sång) och Mats Kihlén (trummor) i slutet av 1978.
Petter Eklund (gitarr, sång) medlem från juni 1979 då gruppen spelade sin första konsert. Flitigt konsertband 1979-80. 
Lepra spelade avig och personlig punk, inspirerad av surrealism och samtida musik under mottot "Framtid i Helvete". 
Gruppen var ett av de tidiga och ledande punkbanden på den så kallade Uppsala-scenen som dokumenterades på samlingsskivan "018" med musik från Uppsala musikforum 1980. 
Lepra medverkar med de två spåren "Gräv Upp Jorden" och "Två Dagar från November". 
Efter Lepras upplösning startade Jan Svenungsson gruppen Svart tillsammans med sångerskan Caiza Almén. Petter Eklund var kortvarig medlem som gitarrist. Petter Eklund och Sten Tjäder spelade vidare i gruppen Eklund-Jameson-Eklund-Tjäder (1981-1984) som 1985 döptes om till Webstrarna.